# 查理二世：权力与激情
《查理二世：权力与激情》是一部由BBC与美国A&E电视网联合制作的、于2003年在BBC第一台播出的4集电视剧，并在经过大量剪辑后同时在北美发行。制片人为凯特·哈伍德，导演为乔·赖特，编剧为阿德里安·霍奇斯。

## 概要
该剧主要讲述了英格兰国王查理二世自1658年到1685年间的故事，从斯图亚特复辟之前到其驾崩之间的故事。虽然剧中开头提到了查理深受其父亲查理一世在内战后于1649年被处死的伤害，但故事主线始于1658年其流亡于安特卫普期间。该剧主要讲述的是查理二世的宫廷，以及他与议会的冲突（本质上与导致查理一世和议会之间的战争的矛盾并无不同）、他的继承人问题、他与家人、情妇以及私生子第一代蒙茅斯公爵的关系。
该剧描述了查理二世贪图享乐，将政务丢给他的大臣爱德华·海德，但又对海德的家长式行为越来越恼火。罢免海德后，他亲自掌权，保证君权不会受到议会的制约，并决定在他没有婚生子女的情况下由其弟约克公爵（后来的詹姆斯二世和七世）继承王位（尽管查理反对其改宗天主教）。
该作品于 2004 年获得英国学院电视奖最佳连续剧奖。作曲家罗伯特·莱恩在第 32 届国际艾美奖上获得迷你剧、电影或特别节目（戏剧性下划线）杰出音乐作曲提名。 

## 美国和英国版本之间差异的总结
它在美国以“末代国王：查理二世国王的权力与激情”为名放映。然而，这个版本相比于英国版经过了大量剪辑。英国原版为四集连续剧。而美国版为两集90分钟（加上广告2小时）的剧集，相比英国版而言，一个多小时被剪掉。
美版剪辑通常很少考虑剧本的连续性或连贯性。除非另有说明，所谓被遗漏的项目是指在美国上映的版本和可用的 DVD 版本。
第一，在英版中英法《多佛密约》包含一个秘密条款，规定查理二世向其表兄、法国国王路易十四承诺皈依天主教，而路易十四承诺向查理二世提供巨额资金援助以及在必要时派出6000人军队。而美版中则没有涉及条约的具体细节。
其次，美版也没有提到查理二世在秘密条款问题上对白金汉公爵（鲁珀特·格雷夫斯饰）实施的计谋（白金汉在不知晓秘密条款的情况下签署了多佛条约，而如果秘密条款被公开白金汉作为条约见证人会被指控叛国，使得白金汉不得不与查理二世站在同一条战线）。这使得白金汉后来反对国王坚持让约克公爵（查理·克里德-迈尔斯饰）继承王位的主张，似乎只是出于恶意和嫉妒，而不是出于背叛感。
第三，美版也没有解释约克公爵与爱德华·海德（1661年被封为克拉伦登伯爵）的女儿安妮（塔比莎·瓦迪饰）的婚姻。安妮仅出场两次，包括查理二世接见布拉干萨的凯瑟琳（后来的凯瑟琳王后）时，以及王后在坦布里奇韦尔斯（当时很多贵族以及富家女都去那里治疗不孕不育） “下水”时与卡索梅恩夫人交谈时。约克公爵与查理二世争论安妮与约克公爵离婚的部分也被删除，这让不熟悉历史的观众更加迷惑了。

英版中，亨丽埃塔（查理二世的妹妹，剧中称为“米内特”）、路易丝·德·克鲁瓦勒与路易十四（分别由安妮-玛丽·杜芙、珀金斯·蒂埃里和梅拉尼·蒂埃里饰演）之间的对话全部以法语进行，配有英文字幕。在美版中，或许因为美国观众不喜欢字幕，路易十四要求米内特担任他给查理二世的使节的对话是英文的。
另一个被剪掉的场景是米内特的丈夫、臭名昭著的同性恋浪荡子奥尔良公爵（在剧中被称为“Monsieur”，传统上用于称呼国王最年长的弟弟），在侮辱她之后殴打并强奸她。
总而言之，A&E 的剪辑扭曲了查理二世的个性和政治策略，而在英国放映的版本则更充分地展示了查理二世的“狡黠”（正如威尔·杜兰特和阿里尔·杜兰特在《路易十四时代》中所说的那样）以及他愿意在需要时牺牲忠诚的仆人。事实上，美版剪辑似乎很少考虑的连续性或叙事连贯性。
美国版本将查理二世描述为英格兰最后一位“专制”君主。这与历史现实不相符。事实上，查理二世在晚年只是靠拿了法国的钱来维持议会的独立性。他还确保他的兄弟继承王位，不是通过皇家命令，而是通过议会的演习，国家不愿在 1640 年代的第一次和第二次英国内战之后这么短的时间内看到另一场内战。
完整的 BBC 版本更详细、更连贯地介绍了查尔斯的生平和（暂时）战胜他在议会中的对手的故事。
三个简短的裸体场景也被删除。

## 历史真实性
制作组和编剧试图在将27年的历史压缩到4小时的限制下，让这个版本尽可能贴近历史。剧本似乎深受Antonia Fraser 1979 年畅销传记《查理二世》的影响。在《查理二世的创作》一书中，鲁弗斯·塞维尔表示，他以弗雷泽的书为指导来描绘倒数第二位斯图亚特国王。
脚本中有一些事实问题被更改或省略。
- 剧本暗示，在白金汉公爵的一份声明中，他和查尔斯的父亲都为保皇党事业而战死。事实上，第一代白金汉公爵乔治·维利尔斯 (George Villiers ) 于 1628 年被一位心怀不满、或许精神失常的海军军官约翰·费尔顿 (John Felton) 暗杀[2]
- 查理二世应议会的邀请抵达英格兰登基之前，承诺大赦“除了那些被议会豁免的人之外的所有[他的敌人]”。经过多次辩论，议会决定赦免查理一世的所有敌人，但那些签署后者死刑令的人除外。该系列将查尔斯描绘成在残酷处决了一些人（实际上是 15 人）之后赦免了他父亲的一些“凶手”。事实上，未被处决的十三人并没有被赦免，而是被判处终身监禁。 [3]
- 在一个仅以英国版本显示的场景中，可以看到查尔斯将一张纸扔进了火中，其上下文强烈暗示这是他与露西沃尔特之间的婚姻契约，露西沃尔特是他最喜欢的人的母亲，但命运多舛，亲生儿子，蒙茅斯公爵詹姆斯。查尔斯与露西沃尔特的所谓婚姻受到历史学家的强烈质疑。
- 在上面，查尔斯让他的朋友兼顾问白金汉公爵对多佛条约的秘密条款一无所知。白金汉后来被派往巴黎与路易十四签订虚假条约。这完全被排除在迷你系列之外。 [3]
- 在一个场景中，查尔斯在白厅宫的公寓里拜访了他的情妇卡索梅恩，却发现她和年轻的约翰·丘吉尔躺在床上，后者是未来的马尔伯勒公爵，后者将成为英格兰最著名的军事指挥官之一，并在英国历史上发挥重要作用。西班牙王位继承战争。国王和丘吉尔之间进行了简短的对话。事实上，卡斯尔梅恩夫人在她的一所房子里，丘吉尔从窗户跳下以避免与国王发生冲突。 [3]
- 尽管爱德华海德爵士在 1661 年被国王封为克拉伦登伯爵，但他在整个迷你剧中都是如此称呼。因此，从那时起，他就被历史学家恰当地称为克拉伦登。同样，阿什利勋爵，被称为沙夫茨伯里伯爵，尽管他直到 1674 年才获得这一头衔。据推测，这两个名字经常被使用，以避免混淆不熟悉那个时期的观众。

剧本中也有一定的疏漏。
- 虽然迷你剧以查理一世被处决开始，在查理二世的噩梦中出现，但后者故事的真正开始是他 1658 年在安特卫普的流放。事实上，这是查尔斯在流放 15 年期间流浪的许多地方中的最后一个，包括锡利群岛、泽西岛海峡、法国，以及短暂的苏格兰。唯一提到这些游荡的地方是查尔斯和白金汉公爵之间的和解场景，当时查尔斯在回应白金汉的声明时说，“当他们感到内疚时，[议会] 会做出令人惊讶的事情。”查尔斯的回答是，“他们认为金钱会让我忘记过去的二十年。好吧，他们会发现我记性很好。”
- 查尔斯告诉他的侄子奥兰治的威廉，“他的两个姐妹”都死了。查尔斯有三个姐妹：玛丽、伊丽莎白和“米内特”（亨丽埃塔·安妮）。奥兰治的威廉的母亲玛丽于 1660 年去世。伊丽莎白在被国会议员囚禁期间死去（见圆颅党 ），但两个版本都没有提到她。

## 演员

### 英格兰王室
| 演员               | 饰演角色            | 备注 |
| ------------------ | ------------------- | --- |
| 鲁弗斯·休厄尔      | 查理二世            | 英格兰、苏格兰、爱尔兰国王（1661-1685），被称为“快活王”。                                                   |
| Shirley Henderson  | 凯瑟琳王后          | 布拉干萨的凯瑟琳，查理二世王后，天主教徒。三度流产故丧失生育能力，但国王拒绝与其离婚。                      |
| 查理·科里德-米尔斯 | 约克公爵            | 詹姆斯·斯图亚特，查理二世弟弟，后皈依天主教。即位后为詹姆斯二世及七世，后被议会废黜。                       |
| Martin Turner      | 查理一世            | 英格兰、苏格兰、爱尔兰国王（1625-1649）。查理二世、约克公爵、格洛斯特公爵及米内特父亲。英格兰内战后被斩首。 |
| 戴安娜·瑞格        | 亨利埃塔·玛丽亚王后 | 法兰西的亨利埃塔·玛利亚。查理一世王后，天主教徒。                                                           |
| 肖恩·比格斯塔夫    | 格洛斯特公爵        | 亨利·斯图亚特，查理二世弟弟。死于天花。                                                                     |
| Jochum ten Haaf    | 奥兰治亲王威廉      | 荷兰执政，约克公爵女婿，玛丽·斯图亚特妻子。后与妻子被议会邀请共治英格兰，为国王威廉三世。                   |

### 国王的情妇与私生子
| 演员              | 饰演角色           | 备注 |
| ----------------- | ------------------ | --- |
| 海伦·麦克洛瑞     | 卡索梅恩伯爵夫人   | 芭芭拉·威里尔斯，名义上是罗杰·帕门尔的妻子，实为查理二世的情妇。后被驱逐出宫。                                |
| Emma Pierson      | 奈尔·圭恩          | 昵称“内利”，演员，查理二世的情妇。                                                                            |
| Mélanie Thierry   | 路易丝·德·克鲁阿尔 | 法国人，查理二世的情妇。                                                                                      |
| 克里斯蒂安·库尔森 | 蒙茅斯公爵         | 第一代蒙茅斯公爵詹姆斯·斯科特。查理二世私生子和事实上的长子。觊觎王位，詹姆斯二世即位后叛乱，后失败并被斩首。 |
| Ryan Nelson       | 蒙茅斯公爵         | 少年时期 |

### 英格兰大臣
| 演员             | 饰演角色                              | 备注 |
| ---------------- | ------------------------------------- | --- |
| 鲁珀特·格雷夫斯  | 白金汉公爵                            | 第二代白金汉公爵乔治·维利尔斯。曾支持查理二世，后与沙夫茨伯里伯爵联合，成为国王的对手。                                                                                     |
| Ian McDiarmid    | 克拉伦登伯爵                          | 第一代克拉伦登伯爵爱德华·海德。查理二世流亡时期和执政早期的导师和主要政治顾问。后被迫为英荷战争失败负责而下台并流亡海外。约克公爵詹姆斯·斯图亚特第一任妻子安妮·海德的父亲。 |
| 马丁·弗里曼      | 沙夫茨伯里伯爵                        | 第一代沙夫茨伯里伯爵安東尼·阿什利-柯柏，议会议员。初期支持斯图亚特复辟，后转向反对绝对君权。辉格党领袖，反对将约克公爵列为王位继承人。                                      |
| 肖恩·丁沃尔      | 丹比伯爵                              | 即第一代利兹公爵托马斯·奥斯伯恩。托利党领袖，支持国王。后被迫为多佛条约负责而下台流亡。                                                                                     |
| Garry Cooper     | 蒙克将军                              | 英格兰陆军将领。主张迎回查理二世。 |
| Robert East      | 阿灵顿伯爵                            | Henry Bennet, 1st Earl of Arlington |
| Peter Wight      | 奥蒙德公爵                            | |
| Richard Rowlands | Roger Palmer, 1st Earl of Castlemaine | 卡索梅恩伯爵夫人名义上的丈夫 |
| Andrew Woodall   | Arthur Capell, 1st Earl of Essex      | |
| James Greene     | William Howard, 1st Viscount Stafford | |
| 西蒙·伍兹        | 丘吉尔上尉                            | 第一代马尔博罗公爵约翰·丘吉尔 |

### 法兰西王室
| 演员                    | 饰演角色 | 备注                                                                                       |
| ----------------------- | -------- | ------------------------------------------------------------------------------------------ |
| Anne-Marie Duff         | 米内特   | 英格兰的亨利埃塔，查理二世的妹妹，奥尔良公爵夫人。作为法王路易十四特使促成了《多佛条约》。 |
| Thierry Perkins-Lyautey | 路易十四 | 法兰西国王。被称为“太阳王”。                                                               |
| Cyrille Thouvenin       | “殿下”   | 奥尔良公爵菲利普一世，米内特的丈夫。                                                       |

### 天主教阴谋有关
| 演员          | 饰演角色                 | 备注                     |
| ------------- | ------------------------ | ------------------------ |
| 大卫·布拉德利 | Sir Edmund Berry Godfrey |                          |
| 埃迪·馬森     | 提图斯·奥茨              | 牧师。炮制了天主教阴谋。 |

### 其他人物
- 彭雅思 ... Lady Frances Stewart
- Nick Bagnall ... Hopkins
- Predrag Bjelac (as Pedja Bjelac) ... 葡萄牙廷臣
- Vitezslav Bouchner ... Victim #3
- Sarah Cameron ... Young girl
- Brian Caspe ... Doctor #2
- Minja Filipovic ... 布拉干萨的安娜
- Zuzana Hodkova ... Lady in Waiting to Queen Henrietta Maria
- Dorian Lough ... Clifford
- Curtis Mathew ... Victim #2
- Jan Nemesovsky ... Victim #1
- Michael Pober ... Tutor
- Joel Sugerman ... Antwerp servant
- Simon Treves ... M.P.
- Pip Torrens ... Charles Hart